# Mirassol (kommun)
Mirassol är en kommun i Brasilien.   Den ligger i delstaten São Paulo, i den södra delen av landet, 600 km söder om huvudstaden Brasília. Antalet invånare är 53 809.
Följande samhällen finns i Mirassol:
- Mirassol

Omgivningarna runt Mirassol är en mosaik av jordbruksmark och naturlig växtlighet. Runt Mirassol är det tätbefolkat, med 762 invånare per kvadratkilometer.